# Ramón Gómez Cornet
Ramón Gómez Cornet, (Santiago del Estero, 1 de marzo de 1898 - Buenos Aires, 9 de abril de 1964), considerado el "Precursor de la Pintura Moderna en Argentina", y uno de los grandes maestros del arte argentino. Los críticos lo llamaron en diversas oportunidades “el pintor de la tierra” señalando con ello su honda identificación con las raíces esenciales del carácter argentino y latinoamericano.
Su obra evidencia un equilibrio entre lo abstracto y lo figurativo, haciendo de este un artista moderno y clásico a la vez: retratos de niños del norte argentino de miradas profundas, íntimas y expresivas, magníficas magnolias, flores y bellísimos paisajes de finos y sobrios colores son el sello de su producción artística.
Nacido en el seno de una importante y prestigiosa familia, Ramón Gómez Cornet era hijo de Ramón Gómez, quien fuera Ministro del Interior de Hipólito Yrigoyen y senador Nacional por Santiago del Estero, y de Doña Rosario Cornet Palacio Achával. Perteneció a una generación que renovó el arte argentino a fines del primer cuarto del siglo XX. Su nombre queda en la historia de la pintura argentina como uno de los artistas más finamente dotados y de mayor dignidad estética, técnica y espiritual.
Es probable que las generaciones futuras puedan establecer que Ramón Gómez Cornet fue el más auténtico de los artistas argentinos por su constancia en expresar las cosas y los seres de su tierra, consustanciado, por el arte, a la profunda belleza de la humildad natural que los caracteriza.
Entre sus obras se encuentran La alfarera, La Urpila, Santiagueños, Retrato de Rosario, Xiomara, Muñeco, Retrato de niña, Desnudo, Adelina y Autorretrato.

## Formación
Realizó sus primeros estudios en la Escuela Normal de su provincia, para continuarlos en el Colegio Marista de Luján pasando más tarde al Colegio Charles Magne.
Ya de muy joven dejó ver sus dotes artísticas: con apenas veinte años [dibujó los retratos sus abuelos maternos, Manuel Cornet Díaz – diputado por el Congreso de la Nación de 1882- y su esposa Doña Rosario Palacio Achával, que se encuentran hoy en el Museo Histórico de Santiago del Estero (los que pueden verse en la Galería de Obras Destacadas de esta página). Inició sus estudios en la Academia Provincial de Bellas Artes de Córdoba, y luego viajó por los principales centros artísticos de Europa, donde residió durante varios años, y por África, haciendo acopio de vivencias que, al tiempo que afinaba su técnica plástica, enriquecían su conocimiento humano.
Fue influenciado principalmente por artistas como Cezanne y Renoir. Se perfeccionó en el taller Libre Arts de Barcelona, donde en 1917 realizó su primera muestra con óptimas críticas, y en la Academia Ranson de París. Luego de estudiar en la Ciudad Luz y en Barcelona, conocer profundamente las obras y técnicas de grandes maestros primitivos y renacentistas y ponerse en contacto con los movimientos de vanguardia, en 1921 regresa a su país y expone en la desaparecida Galería Chandler de Buenos Aires los primeros cuadros con influencias cubistas y fauvistas que se conocieron en Argentina, tocándole así el papel de precursor de las nuevas corrientes que otros pintores seguirían algunos años después.

## Vida y Obra
No obstante ese pasaje de su pintura anticipadora, Gómez Cornet regresa a su provincia natal –Santiago del Estero- donde, interpelado por la realidad de su tierra, parda, humilde y reseca, la abraza como tema casi exclusivo de su obra.
Como expresara el mismo pintor: “Una breve incursión sobre los ‘ismos’ me tentó cuando joven. La pasión, el fervor de la edad, la necesidad de nuevas inquietudes, me llevaron a viajar a Europa. Todo ello iba colmando mi avidez de conocimientos. Estuve en España, Italia, Francia, los Países Bajos. Me detuve a estudiar los pintores clásicos, y asistí a las fragosas batallas de la pintura nueva. Era lógico que un hombre joven no permaneciese indiferente a la lucha entablada para una nueva expresión”… “Pero las circunstancias me llevaron más tarde, al interior del país, a mi provincial natal, Santiago del Estero, y a las demás del norte, por supuesto. Allí se operó en mí una crisis de superación. Me hallé con un problema nuevo: el hombre y el paisaje nuestro.”
Así se refería al pintor Córdova Iturburu, uno de los decanos de la crítica de arte de Argentina: “Gómez Cornet fue humano hasta límites extremos. En ello fincan la nobleza y el lirismo de su pintura. Sintió como pocos la pureza de los niños, que su propia pureza captaba hasta en sus zonas más misteriosas. Se adentró en la melancolía de los desheredados de su tierra que compartió con una generosidad conmovedora. Y penetró en la magia extraña del paisaje argentino -la belleza de su desolada provincia- con una claridad de una ternura auténtica. Dibujante cuyo trazo simple y seguro evocaba por su eficacia la maestría de los creadores de los grandes siglos, pintor dueño de una paleta sobria en la que los contrastes exquisitos suscitan cadencias de perfecto ajuste, pasó por la vida calladamente, sin que ni los embates de la suerte hicieran flaquear su fe espléndida ni la consagración de los triunfos lo apartara de la línea que seguía desde su primera juventud.”
Ramón Gómez Cornet se desempeñó también como diplomático y como docente en universidades nacionales -entre ellas la Universidad Nacional de Tucumán convocado por Lino Enea Spilimbergo y cuyo "Instituto Superior de Artes de Tucumán" integraban artistas de primerísimo nivel- y en su atelier particular, sin abandonar en ningún momento su auténtica vocación. 
Además de ser pintor, por sus venas corría sangre de escritor. Durante su estada en Mendoza fue profesor de la Escuela Provincial de Bellas Artes, de la que surgieron pintores de renombre internacional, como Carlos Alonso y Enrique Sobisch.
Durante su vida realizó alrededor de 1500 obras entre óleos, acuarelas, pasteles, dibujos y grabados. 50 de ellas se encuentran en museos nacionales, provinciales y extranjeros.
Ramón Gómez Cornet contrajo matrimonio con Doña Argentina Rotondo, con quien tuvo dos hijas, Rosario y Adelina. Falleció en la Ciudad de Buenos Aires el 9 de abril de 1964 a los 66 años de edad.
Gómez Cornet continuó trabajando y cada una de sus muestras fue una prueba de amor y de sabiduría. Contados artistas argentinos han interpretado como él la calidad de los tipos autóctonos de su país (sin caer por ello en la folklórica trampa); contados artistas argentinos han conseguido crear, como este hombre sensible, atmósferas fascinadoramente poéticas.

## Algunas frases del artista
"El pintor no tiene literatura sino esencia"
"Se pinta mejor lo que se conoce"
"Un día queremos hacer pueblos y no supimos hacer hombres"
"Siempre estoy aprendiendo"
"Nosotros, por carecer de tradición, debemos desentrañar nuestra propia existencia y conducir las vivencias vírgenes, que son la fiel expresión de nuestro hombre y nuestro paisaje"
Reflexionando sobre su búsqueda de una pintura auténtica que reflejara la esencia de su tierra, así se refería Gómez Cornet al momento en que dejó atrás las vanguardia europeas y se  "reconvirtió" como artista personalísimo que fue:
"De todas mis pasiones hice una bolita de barro y la arrojé lejos de mí con el mayor de los desprecios"

## Premios y reconocimientos
De 1917 a 1946, con algunas intermitencias, envió sus trabajos al Salón Nacional, donde se lo distinguió con altas recompensas, entre otras: 
- el Primer Premio en 1937 con la obra Muchachos Santiagueños, 
- el premio Arte Clásico en 1939 con la obra Retrato de Rosario (otorgado por única vez en el país)
- el Gran Premio Presidente de la Nación en 1946 con la obra La Urpila. 
En 1937, en la Exposición Internacional de París, fue destacado con una medalla de plata. 
En 1952 recibió una invitación para exponer en la Galería Wildenstein en Nueva York. El honor es muy grande y cuentan que creyó que se trataba de una broma, pues su humildad no le permitía imaginar que su nombre hubiese trascendido con tal amplitud nuestras fronteras. El Museo de Arte Moderno de Nueva York «MOMA», adquirió entonces tres cuadros suyos. 1955 a raíz del golpe de Estado que derrocó al gobierno constitucional, decide exiliarse, debido a sus ideas políticas cercanas al peronismo, pasará cuatro años exiliado en Estados Unidos.
En 1962 la consideración de que gozaba entre los más capaces de apreciar la finura de su arte, tuvo certificación plena en el hecho de que un grupo de amigos, artistas de renombre, resolviera adquirir por suscripción uno de su óleos, una notable cabeza de muchacho, para donarlo al Museo Nacional de Bellas Artes.
El Museo Provincial de Bellas Artes de Santiago del Estero, que él fundara en 1943, lleva su nombre.
Realizó más de 250 exposiciones personales y colectivas en nuestro país y en el exterior.
Llega a un total de 3000 las publicaciones periodísticas en diarios, revistas y folletos; libros de arte, diccionarios, enciclopedias, textos escolares, bibliografías y carpetas de arte; ilustraciones en tapa de libros, almanaques, pósteres y tarjetas; audiovisuales y films; imposición de su nombre a salas y salones.
Entre los innumerables críticos de arte, escritores, pintores y poetas que se refirieron a su obra se encuentran: Atalaya; Ernesto Sabato; Córdova Iturburu; Romualdo Brughetti; León Pagano; Emilio Pettoruti; Antonio Berni; Soldi; Germaine Derbecque ("Cotidien"); Carlyle Burrow ("Herald Tribune", New York); Margarete Brunning ("Journal American", New York); Howard Deuree ("New York Times", New York).
El 1 de marzo de 2013 el famoso buscador de Internet Google celebró su 115.º cumpleaños desde su nacimiento dedicándole su Doodle durante ese día.

## Galería de obras destacadas

Flores, 1945
Teresa